# Just Dance 2020
Just Dance 2020 là một trò chơi nhịp điệu được phát triển bởi Ubisoft. Nó được công bố vào ngày 10 tháng 6 năm 2019, trong cuộc họp báo E3 2019, và phát hành vào ngày 5 tháng 11 năm 2019 cho Nintendo Switch, Wii, PlayStation 4, Xbox One và Stadia. Đây cũng là game đầu tiên trong sê-ri được phát hành trên Stadia. Nó được phát hành tại Nhật Bản vào ngày 12 tháng 3 năm 2020.
Cũng như các phần trước, người chơi phải bắt chước vũ đạo của nhân vật đang nhảy trên màn hình bằng cách sử dụng bộ điều khiển chuyển động hoặc ứng dụng Just Dance Controller (trừ Wii).
Giao diện và các tính năng của game gần như giống với Just Dance 2019, mặc dù có thêm chế độ "All Stars" kỷ niệm 10 năm phát triển (Bao gồm 10 bài hát hot nhất từ những phiên bản trước).

## Danh sách các bài hát
Các bài hát sau có sẵn trong Just Dance 2020:
| Bài hát                                  | Nghệ sĩ                                                   | Năm  |
| ---------------------------------------- | --------------------------------------------------------- | ---- |
| "365"                                    | Zedd và Katy Perry                                        | 2019 |
| "7 Rings"                                | Ariana Grande                                             | 2019 |
| "Always Look on the Bright Side of Life" | The Frankie Bostello Orchestra (Bản gốc bởi Monty Python) | 1979 |
| "Baby Shark"                             | Pinkfong                                                  | 2015 |
| "Bad Boy"                                | Riton và Kah-Lo                                           | 2018 |
| "Bad Guy"                                | Billie Eilish                                             | 2019 |
| "Bangarang"                              | Skrillex và Sirah                                         | 2012 |
| "Bassa Sababa"                           | Netta                                                     | 2019 |
| "Con Altura"                             | Rosalía, J Balvin và El Guincho                           | 2019 |
| "Con Calma"                              | Daddy Yankee và Snow                                      | 2019 |
| "Everybody (Backstreet's Back)"          | Millennium Alert (Bản gốc bởi Backstreet Boys)            | 1997 |
| "EZ DO DANCE"                            | TRF                                                       | 1993 |
| "Fancy"                                  | Twice                                                     | 2019 |
| "Fancy Footwork"                         | Chromeo                                                   | 2007 |
| "Fit but You Know It"                    | The Streets                                               | 2004 |
| "Get Busy"                               | Koyotie                                                   | 2019 |
| "God Is a Woman"                         | Ariana Grande                                             | 2018 |
| "High Hopes"                             | Panic! at the Disco                                       | 2018 |
| "Hot Pot Cod"                            | Aya                                                       | 2014 |
| "I Am the Best"                          | 2NE1                                                      | 2011 |
| "I Don't Care"                           | Ed Sheeran và Justin Bieber                               | 2019 |
| "I Like It"                              | Cardi B, Bad Bunny và J Balvin                            | 2018 |
| "Infernal Gallop (Can-Can)"              | The Just Dance Orchestra                                  | 1858 |
| "Into the Unknown"                       | Idina Menzel và Aurora                                    | 2019 |
| "Just an Illusion"                       | Equinox Stars (Bản gốc bởi Imagination)                   | 1982 |
| "Keep In Touch"                          | JD McCrary                                                | 2019 |
| "Kill This Love"                         | Blackpink                                                 | 2019 |
| "Le Bal Masqué"                          | Dr. Creole (Bản gốc bởi La Compagnie Créole)              | 1984 |
| "Ma Itū"                                 | Stella Mwangi                                             | 2019 |
| "My New Swag"                            | VAVA, Ty. và Nina Wang                                    | 2017 |
| "Old Town Road (Remix)"                  | Lil Nas X và Billy Ray Cyrus                              | 2019 |
| "Policeman"                              | Eva Simons và Konshens                                    | 2015 |
| "Princess"                               | Jam Hsiao                                                 | 2009 |
| "Rain Over Me"                           | Pitbull và Marc Anthony                                   | 2011 |
| "Rainbow Beats (彩虹节拍)"               | Yi Yan, Zhao Fang Jing, Suika Kune & Feizaojun            | 2020 |
| "Skibidi"                                | Little Big                                                | 2018 |
| "Só Depois do Carnaval"                  | Lexa                                                      | 2019 |
| "Soy Yo"                                 | Bomba Estéreo                                             | 2015 |
| "Stop Movin'"                            | Royal Republic                                            | 2019 |
| "Sushi"                                  | Merk và Kremont                                           | 2018 |
| "Taki Taki"                              | DJ Snake, Selena Gomez, Ozuna và Cardi B                  | 2018 |
| "Talk"                                   | Khalid                                                    | 2019 |
| "Tel Aviv"                               | Omer Adam và Arisa                                        | 2013 |
| "The Time (Dirty Bit)"                   | The Black Eyed Peas                                       | 2010 |
| "Ugly Beauty"                            | Jolin Tsai                                                | 2018 |
| "Vodovorot"                              | XS Project                                                | 2011 |

### Just Dance Unlimited
Just Dance Unlimited tiếp tục được xuất hiện trong phiên bản 2020, bao gồm một thư viện nhạc với hơn 500 bài hát từ những phiên bản cũ và không ngừng cập nhật mỗi tháng.
Các bài hát dành riêng cho Just Dance Unlimited bao gồm: 
| Bài hát                 | Nghệ sĩ                        | Năm  | Ngày phát hành                                                               |
| ----------------------- | ------------------------------ | ---- | ---------------------------------------------------------------------------- |
| " Djadja "              | Aya Nakamura                   | 2018 | Ngày 5 tháng 11 năm 2019 (Pháp) Ngày 5 tháng 12 năm 2019 (Toàn cầu)          |
| "10.000 Luchtballonnen" | K3                             | 2015 | Ngày 5 tháng 11 năm 2019 (Vùng Benelux) Ngày 23 tháng 12 năm 2019 (Toàn cầu) |
| "Spinning (Кружит)"     | Monatik                        | 2016 | Ngày 5 tháng 11 năm 2019 (Nga) Ngày 23 tháng 12 năm 2019 (Toàn cầu)          |
| " Panini "              | Lil Nas X                      | 2019 | Ngày 19 tháng 12 năm 2019                                                    |
| " Sucker"               | Anh em nhà Jonas               | 2019 | Ngày 16 tháng 1 năm 2020                                                     |
| " Don't Call Me Up "    | Mabel                          | 2019 | Ngày 23 tháng 1 năm 2020                                                     |
| " 1999 "                | Charli XCX và Troye Sivan      | 2018 | Ngày 30 tháng 1 năm 2020                                                     |
| "Woman Like Me "        | Little Mix và Nicki Minaj      | 2018 | Ngày 14 tháng 5 năm 2020                                                     |
| " X "                   | Nicky Jam và J Balvin          | 2018 | Ngày 20 tháng 5 năm 2020                                                     |
| "Boys (Alternate)"      | Lizzo                          | 2018 | Ngày 28 tháng 5 năm 2020                                                     |
| "Hype"                  | Dizzee Rascal và Calvin Harris | 2016 | Ngày 23 tháng 7 năm 2020                                                     |
| "La Respuesta"          | Becky G và Maluma              | 2019 | Ngày 30 tháng 7 năm 2020                                                     |
| "Crayon"                | G-Dragon                       | 2012 | Ngày 6 tháng 8 năm 2020                                                      |
| "White Noise"           | Disclosure và AlunaGeorge      | 2013 | Ngày 13 tháng 8 năm 2020                                                     |

## Đón nhận

### Tiêu thụ
Just Dance 2020 ra mắt ở vị trí thứ 15 tại Anh, với phiên bản Nintendo Switch chiếm 55% doanh số, tiếp theo là Nintendo Wii với 21%, PlayStation 4 là 14% và Xbox One là 10%. Phiên bản Nintendo Switch của trò chơi ra mắt ở vị trí thứ 3 tại Đài Loan, trong khi phiên bản PlayStation 4 ra mắt ở vị trí thứ 4 tại Hàn Quốc. Tại Nhật Bản, phiên bản Switch đã bán được 2.533 bản ngay trong tuần đầu tiên phát hành, khiến Just Dane 2020 trở thành trò chơi bán chạy thứ 26 trong tuần.

### Giải thưởng
Just Dance 2020 đã được đề cử "Best Family/Social Game" tại Giải thưởng Titanium 2019, và "Best Game-as-a-Service" tại Giải thưởng Pégase 2020.